# 備中神代站
備中神代站（日语：／ Bitchū-Kōjiro eki */?）是位於岡山縣新見市西方字庄兵衛，西日本旅客鐵道（JR西日本）的車站。

## 停靠路線
此站屬於伯備線，並與藝備線構成2路線的轉乘站。藝備線在路線名稱上以此站為起點，在運輸系統上所有列車均經伯備線前往新見站。此站至新見站途中設有布原站，該車站只有藝備線的列車停站，所有伯備線的列車則通過。

## 歷史
- 1928年（昭和3年）10月25日 - 國有鐵道伯備線全線開通（備中川面站至足立站之間開業），此站啟用。但是，包含此站在內，備中川面站至上石見站之間在同年11月25日才開始營運。
  - 當時車站地址為岡山縣阿哲郡上市村西方字庄兵衛。
- 1930年（昭和5年）2月10日 - 三神線此站至矢神站開業，成為轉乘車站。
  - 當時多數旅客列車在此站為終點站，若需前往新見市的中心車站新見站，需轉乘伯備線列車）。
- 1937年（昭和12年）7月1日 - 三神線成為藝備線一部分。
- 1946年（昭和21年）2月11日 - 上市村實施町制，成為上市町，車站地址為岡山縣阿哲郡上市町西方字庄兵衛。
- 1954年（昭和29年）6月1日 - 隨著新見市（第一次）成立，車站地址為岡山縣新見市西方字庄兵衛。
- 1987年（昭和62年）4月1日 - 伴隨國鐵分割民營化，車站由西日本旅客鐵道（JR西日本）營運。
- 2001年（平成13年） 
  - 1月 - 木造車站大樓拆毀。
  - 2月 - 設置候車室。
- 2005年（平成17年）3月31日 - 隨著新見市（第二次）成立，車站地址為岡山縣新見市西方字庄兵衛。

## 車站構造
車站是一座地面車站，設有2面3線的單式、島式月台，月台之間設有跨線橋連接。車站內設有廁所。
單式月台與相對的島式月台（1、2號月台）為伯備線月台，島式月台另一面（3號月台）為藝備線月台。兩架伯備線列車、伯備線與藝備線列車可進行列車交會，但兩架藝備線的列車不可進行列車交會。伯備線的路軌是一線通過結構，該線的停站列車基本使用1號月台（上下行副本線）。
在2007年（平成19年）7月1日修正中，此站沒有兩架伯備線停站列車進行列車交會，2號月台只用作特急通過之用。在2008年（平成20年）3月的修正中，再次設有兩架伯備線停站列車進行列車交會，再次設有列車停靠2號月台。
車站由新見站管理，為無人車站。車站曾設有木造站房，在2001年1月中旬被拆毀。同年2月底在舊站房的閘口附近設置候車室，入口位於舊站房的玄關附近。

### 月台
| 月台 | 路線   | 上下行 | 方向                 |
| ---- | ------ | ------ | -------------------- |
| 1・2 | 伯備線 | 上行   | 新見、倉敷、岡山方向 |
| 1・2 | 伯備線 | 下行   | 米子方向             |
| 3    | 藝備線 | 上行   | 新見方向             |
| 3    | 藝備線 | 下り   | 東城、備後落合方向   |

- 以上路線名稱、顏色與英文代號是按照JR西日本官方網站的全體路線圖[3]標示。
- 此站為藝備線的起點站，站內設有0公里里程碑。

## 使用狀況
以下為近年1日平均乘車人次列表：
| 乘車人次變化 | 乘車人次變化    |
| 年度         | 1日平均乘車人次 |
| ------------ | --------------- |
| 1981         | 42              |
|              |                 |
| 1999         | 38              |
| 2000         | 39              |
| 2001         | 41              |
| 2002         | 41              |
| 2003         | 44              |
| 2004         | 42              |
| 2005         | 47              |
| 2006         | 41              |
| 2007         | 35              |
| 2008         | 33              |
| 2009         | 27              |
| 2010         | 27              |
| 2011         | 20              |
| 2012         | 21              |
| 2013         | 22              |
| 2014         | 18              |
| 2015         | 15              |
| 2016         | 17              |
| 2017         | 14              |
| 2018         | 8               |

## 車站周邊
- 新見市神鄉分局
- 神代郵局
- 國道182號（日语：国道182号）
- 岡山縣道·鳥取縣道8號新見日南線（日语：岡山県道・鳥取県道8号新見日南線）
- 中國自動車道 神鄉停車區

## 相鄰車站
西日本旅客鐵道
 伯備線
■普通
新見（JR-V18）－（布原（所有列車通過））－備中神代－足立
 藝備線（新見站至此站之間為伯備線）
■快速
通過
■普通
布原－備中神代－坂根

## 注腳
1. ↑  『停車場変遷大事典 国鉄・JR編』JTB 1998年
2. ↑  藤原裕士. . Twilight zone MANUAL (Neko出版): p.273.
3. ↑   (PDF). JR出門網.   [2016-04-21]. （原始内容存档 (PDF)于2016-04-21）.PDF
4. ↑  岡山縣統計年報

## 外部連結
- 備中神代｜車站資訊：JR出門網 - 西日本旅客鐵道